# La Vingt-cinquième Heure (film)
Pour les articles homonymes, voir La 25e Heure.
Pour plus de détails, voir Fiche technique et Distribution.
La Vingt-cinquième Heure est un film franco-italo-yougoslave réalisé par Henri Verneuil, sorti en 1967.
Ce film est une adaptation du roman La Vingt-cinquième Heure de Virgil Gheorghiu paru en 1949.

## Résumé
En 1939, dans le village roumain de Fontana, Iohann Moritz (Anthony Quinn) vit heureux avec son épouse, Suzanna (Virna Lisi) et leurs deux fils, mais le chef de la police locale convoite ouvertement Suzanna. Lorsque le gouvernement roumain prend la décision de regrouper « les juifs et les indésirables », Iohann est placé sur la liste par le policier, arrêté et envoyé dans un camp de travail pour le creusement d'un canal. Malgré des démarches jusque dans la capitale, Suzanna ne peut obtenir la libération de son époux. Elle est ensuite contrainte de demander le divorce pour pouvoir conserver leur ferme et avoir ainsi de quoi élever ses fils.
En 1941, Iohann s'évade avec un groupe de prisonniers juifs qui partent vers la Hongrie, pays « où la vie est moins dure pour les Juifs ». À Budapest, le Comité de secours ne peut pas le prendre en charge car il n'est pas juif. Le responsable local lui donne un bijou en or pour l'aider à survivre. Mais Iohann est alors arrêté et torturé, car considéré comme un espion roumain, porteur d'« or russe ».
Il est alors embarqué comme « volontaire hongrois » pour aller travailler en Allemagne, ainsi que de nombreux autres étrangers, et affecté dans une usine où il fait la connaissance de prisonniers français. Là, il est repéré par un médecin colonel SS comme un membre authentique de la « famille héroïque », de pure ascendance aryenne. Intégré dans un régiment SS, il devient gardien du camp où il était prisonnier. Il est aussi le sujet d'une grande campagne de propagande, son portrait apparaissant dans plusieurs publications nazies, dont Signal.
Au moment de la libération du camp, il passe avec les prisonniers français dans les lignes américaines, mais est considéré, en tant que Roumain, comme ressortissant d'un pays ennemi et remis dans le camp comme prisonnier. Il y retrouve une connaissance de Fontana, l'écrivain Trajan Koruga (Serge Reggiani), qui au bout de 65 semaines de captivité (en 1946), décide de se suicider en entrant dans une zone interdite où il est abattu par une sentinelle.
Iohann est ensuite inculpé en raison de son passage dans le système de propagande nazi et jugé dans un procès secondaire à Nuremberg.
Finalement libéré en 1949, dix ans après sa première déportation, il retrouve son épouse, qui a fui la Roumanie, et ses trois enfants, dont un est le résultat d'un viol par un soldat soviétique. Un photographe américain présent pour une tout autre raison décide d'immortaliser ces retrouvailles et multiplie les clichés en exigeant de Iohann et de son épouse qu'ils sourient avec toujours plus de conviction.

## Fiche technique
Sauf indication contraire, les informations mentionnées dans cette section peuvent être confirmées par la base de données cinématographiques Unifrance,  présente dans la section « Liens externes ».
- Titre italien : La venticinquesima ora
- Titre français : La Vingt-cinquième Heure
- Réalisation : Henri Verneuil
- Scénario : Henri Verneuil, François Boyer et Wolf Mankowitz (en), adaptation du roman éponyme de Virgil Gheorghiu
- Assistant réalisateur : Claude Pinoteau
- Photographie : Andréas Winding
- Décors : Robert Clavel
- Costumes : Rosine Delamare
- Son : Antoine Petitjean
- Musique : Georges Delerue, Maurice Jarre (non crédité[1])
- Montage : Françoise Bonnot
- Production : Carlo Ponti, Simon Schiffrin
- Sociétés de production : Les Films Concordia (Paris), Compagnia cinematografica mondiale (CCM, Rome), Compagnia cinematografica champion
- Genre : Drame
- Pays d'origine :  Italie (majoritaire) /  France /  Yougoslavie
- Langue de tournage : français
- Format : Couleur (metrocolor) — 2,35:1 — Son monophonique — 35 mm
- Durée : 115 minutes
- Date de sortie : France, 26 avril 1967
- Affiche : Jean Mascii (France)

## Distribution
Fontana (Roumanie)
- Anthony Quinn (VF : Henry Djanik) : Iohann Moritz, paysan
- Virna Lisi (VF : Michèle Bardollet) : Suzanna Moritz, épouse de Iohann
- Serge Reggiani : Traïan Koruga, écrivain
- Liam Redmond (VF : Duncan Elliott) : le pope Koruga, père de Traïan
- Dara Milosevic (VF : Lita Recio) : Mme Koruga
- Grégoire Aslan : le sergent Nicolai Debresco, chef du poste de police
- Jacques Marin :  l'adjoint du sergent Dobresco

Bucarest
- Jean Desailly : le chef de cabinet du ministre de la Guerre

Camp de regroupement des juifs de Roumanie
- Marcel Dalio : Strul, prisonnier juif

Budapest
- Harold Goldblatt (en) (VF : Gérard Ferrat) : Isaac Nagy, juif hongrois
- Françoise Rosay : Mme Nagy
- Kenneth J. Warren (VF : William Sabatier) : l'inspecteur Varga

Camp d'Orembourg (période allemande)
- Jacques Marbeuf : l'officier allemand spécialiste de la race aryenne
- Albert Rémy (VF : Jacques Dynam) : Joseph Grenier, prisonnier français
- Paul Pavel : un prisonnier dans le camion
- Jacques Préboist : un prisonnier dans le camion

Camp d'Orembourg (période américaine)
- Robert Beatty (VF : Raymond Loyer) : le colonel Greenfield, chef du camp

Procès de Iohann Moritz à Nuremberg
- John Le Mesurier (VF : Fernand Fabre) : le président du tribunal
- Alexander Knox (VF : Yves Furet) : le procureur
- Michael Redgrave (VF : Louis Arbessier) : l'avocat de Iohann

Divers
- Paul Maxwell (VF : Jacques Thébault) : le photographe abusif (scène finale)
- Jan Werich (VF : André Valmy) : le sergent Constantin
- Billy Kearns : ?